# François Zuccarelli
Pour les articles homonymes, voir Zuccarelli.
François Zuccarelli, né à Bandraboua le 3 janvier 1927 et mort le 28 novembre 2014 à Orgon, est un fonctionnaire de police français qui, outre sa carrière dans l'administration française, effectua également plusieurs missions longues au Sénégal – pays auquel il consacra plusieurs publications de référence.

## Biographie
Commissaire de police en 1952, docteur en droit en 1968, François Zuccarelli a été conseiller technique du ministre de l'Intérieur du Sénégal de 1963 à 1982, chargé de cours à l'École nationale d'administration de Dakar. Conseiller en service extraordinaire à la Cour suprême. De retour en France, il a été nommé directeur des Affaires internationales au ministère de l'Intérieur, chargé en particulier de la coopération technique internationale.
Il est l'auteur de divers articles sur l'histoire et l'organisation administrative du Sénégal et d'un ouvrage consacré à l'Union progressiste sénégalaise (UPS).

## Ouvrage principal
La vie politique sénégalaise  est, dans ce premier volume, caractérisée par des compétitions électorales entre groupes socio-ethniques souvent antagonistes. Elle est marquée par la constitution de clans électoraux, par le clientélisme et tous leurs effets pervers ; également par les interventions à peine discrètes des autorités administratives et religieuses, musulmanes ou catholiques.
Par delà les batailles qu'ils se livrent, des hommes tels Blaise Diagne et Lamine Gueye ont un objectif commun, celui d'obtenir l'égalité des droits politiques et une parfaite assimilation culturelle en faveur de leurs compatriotes des quatre communes de plein exercice. En cela, ils sont parfaitement représentatifs d'un fort courant de pensée de la Troisième République.
Les comportements électoraux et les pressions diverses qui s'exercent sur les électeurs de cette époque ont un effet durable. Ils restent actuels comme on pourra le constater dans le second tome qui traitera de la période 1940-1981. Cependant l'arrivée de jeunes générations représentées par Mamadou Dia et Léopold Sédar Senghor, donne d'autres motivations au combat politique. La lutte pour l'assimilation tombe en désuétude.